# 鶴見寺尾事件
鶴見寺尾事件（つるみてらおじけん）とは、朝鮮民主主義人民共和国によるスパイ事件。1975年（昭和50年）4月5日、神奈川県警察摘発（検挙）。1974年（昭和49年）、鳥取県下の海岸から不法入国した北朝鮮工作員の金鶴萬は、当時日本で暗躍していた北朝鮮工作員チェ・スンチョルの指示のもと、帰化在日朝鮮人の会社社長に北朝鮮から携行した同人の母親の呼びかけをテープで聞かせ、工作員となることを強要した。金鶴萬は彼らを用いて在日韓国人商工業者の調査や大韓民国高官との接触工作などをおこなっていた。

## 概要
北朝鮮工作員の八幡伊八こと金鶴萬は、1974年2月頃、
- 韓国スパイ網の育成強化と連絡ルートの設定
- 韓国政府・韓国軍高官への工作
- 日本で活動中の北朝鮮工作員の指導監督

などの任を帯びて日本海に面した鳥取県の海岸から密入国した。
密入国後、北朝鮮から指示された横浜市在住の在日朝鮮人を工作員として獲得し、鶴見区にアジトを設定した。また、当時東京都足立区を拠点に活動し、1985年検挙の西新井事件の主犯となった工作員、チェ・スンチョル（通称「朴」）の指示のもと、帰化在日朝鮮人の会社社長に北朝鮮から持ってきた社長の母親の呼びかけを吹き込んだ録音テープを聞かせ、工作員として獲得した。
金鶴萬は、これらの2人の工作員を用いて、
- 在日韓国系商工人の調査
- 来日する韓国政府高官や韓国知識人との接触工作
- 工作資金獲得のための海外事業

をおこない、さらに、韓国国内に地下党組織を構築するための活動や連絡ルートの設定なども企図していた。
神奈川県警察は1975年（昭和50年）4月5日、八幡伊八こと金鶴萬（当時51歳）を逮捕し、乱数暗号受信メモ、暗号用薬品、高性能ラジオなど諜報活動を裏づける資料を押収した。
1976年（昭和51年）6月24日、横浜地方裁判所は金鶴萬に対し、出入国管理令および外国人登録法違反で禁固8月の判決を下した。金鶴萬は、翌1977年（昭和52年）、帰還船で北朝鮮に渡った